# Paleo Pines
Paleo Pines (también conocido como Paleo Pines: The Dino Valley) es un juego de simulación de vida independiente desarrollado por Italic Pig y publicado por Modus Games. Se estrenó para Linux, Windows, Nintendo Switch, PlayStation 4, PlayStation 5, Xbox One y Xbox Series X/S el 26 de septiembre de 2023.

## Trama
Ambientado en una isla ficticia, el jugador asume el papel de un granjero que trabaja en una campiña donde viven dinosaurios, mientras entablan amistad con los habitantes del pueblo cercano y las criaturas prehistóricas que cuidan. El jugador es el encargado de recolectar, catalogar y cuidar las diversas especies de dinosaurios que habitan la zona, junto con su compañero Parasaurolophus, Lucky. Tanto los habitantes del pueblo como los dinosaurios ayudan a desarrollar las habilidades específicas necesarias para avanzar en la historia.